# Марковка (Житомирская область)
Ма́рковка (укр. Марківка) — село на Украине, основано в 1750 году, находится в Барановском районе Житомирской области.
Код КОАТУУ — 1820683601. Население по переписи 2001 года составляет 431 человек. Почтовый индекс — 12743. Телефонный код — 4144. Занимает площадь 10,89 км².

## Адрес местного совета
12743, Житомирская область, Барановский р-н, с.Марковка